# Morenelaphus
Morenelaphus és un gènere extint de mamífers artiodàctils de la família dels cèrvids que visqueren a Sud-amèrica durant el Plistocè (encara que alguns estudis suggereixen, sense proves fòssils que ho corroborin, que es podria remuntar al Pliocè), fa entre 3.800 i 400.000 anys. Se n'han trobat restes fòssils a l'Argentina, el Brasil, el Paraguai i l'Uruguai. L'espècie M. lujanensis tenia un pes estimat de 50 kg. Les dues espècies que formen aquest grup es diferencien per les característiques del banyam i, en menor mesura, per qualques aspectes del crani i les dents.